# Свјетско првенство UCI у бициклизму на писти — Дохватна вожња екипно за мушкарце
Свјетско првенство у бициклизму на писти — дохватна вожња екипно за мушкарце је такмичење у дохватној вожњи екипно, које се одржава сваке године у склопу Свјетског првенства у бициклизму на писти. Први пут је одржано 1993, у Хамару, док је прије тога првенство одржавано за аматерске тимове.
Рекордер је Аустралија, која је првенство освојила 13 пута, док је Велика Британија побиједила пет пута. Од возача, по четири златне медаље имају Ед Кленси, Мајкл Хепберн и Питер Досон.
Аматерско првенство одржано је први пут 1962. године. Совјетски Савез освојио је 19 медаља, Западна Њемачка 14, од чега седам златних, док је Источна Њемачка освојила 13 медаља. Од возача, Питер Вонхоф, Ханс Луц, Гинтер Шумахер, Станислав Москвин и Волкер Винклер освојили су по четири златне медаље. Гвидо Фулст је освојио двије златне медаље на аматерском првенству и двије на првенству за професионалце.

## Историја
Првенство је први пут одржано 1993. године, побиједила је Аустралија, коју је предводио Стјуарт О’Грејди. Годину касније, злато је освојила Њемачка, док је 1995. О Грејди предводио Аустралију до друге титуле. Италија је освојила првенство двије године заредом (1996 и 1997), након чега је и Њемачка побиједила двапут заредом (1999 и 2000). У периоду од 2002 до 2004, Аустралија је освојила злато три године заредом, сва три пута предводили су је Лук Робертс и Питер Досон. У периоду од 2005 до 2008, Велика Британија је освојила три злата; на првенству 2008. предводили су је Герент Томас и Бредли Вигинс, који су тада поставили и нови свјетски рекорд. Данска је освојила прво злато 2009, док је Роан Денис предводио Аустралију до двије побједе заредом — 2010 и 2011.
Герент Томас је предводио Велику Британију до четврте титуле првака свијета 2012. године, уз нови свјетски рекорд. У периоду од 2013 до 2017. Аустралија је освојила четири титуле, док је своју прву титулу освојио Нови Зеланд 2015. године. Године 2018, Ед Кленси је предводио Велику Британију до петог злата, док је Кленси освојио четврто злато и изједначио се са Питером Досоном и Мајклом Хепберном, који су освојили по четири златне медаље возећи за Аустралију. Аустралија је освојила своју 13 титулу на првенству 2019. године, уз нови свјетски рекорд.

## Освајачи медаља
| Првенства              | Злато | Сребро                                                                                         | Бронза                                                                                             |
| ---------------------- | --- | ---------------------------------------------------------------------------------------------- | -------------------------------------------------------------------------------------------------- |
| Хамар 1993.            | Стјуарт О’Грејди · Брет Еткен · Били Шерсби · Тим О’Шенеси · Аустралија                                                   | Андреас Бах · Гвидо Фулст · Јенс Леман · Торстен Шмит · Њемачка                                | Џими Мадсен · Јан Бо Петерсен · Ларс Ото Олсен · Клаус Ћинде Нилсен · Данска                       |
| Палермо 1994.          | Гвидо Фулст · Андреас Бах · Јенс Леман · Данило Хондо · Њемачка                                                           | Адам Лорен · Дирк Копеланд · Маријано Фредик · Карл Сандквист · Сједињене Државе               | Тим О’Шенеси · Родни Макги · Стјуарт О’Грејди · Брет Еткен · Аустралија                            |
| Богота 1995.           | Стјуарт О’Грејди · Бредли Макги · Родни Макги · Тим О’Шенеси · Аустралија                                                 | Димитри Толстенков · Богдан Бондарјев · Сергиј Матвејев · Александер Сајмоненко · Украјина     | Маријано Фредик · Дирк Копеланд · Конрад Зах · Мет Хејмон · Сједињене Државе                       |
| Манчестер 1996.        | Адлер Капели · Кристијано Читон · Андреа Колинели · Мауро Трентини · Италија                                              | Френсис Моро · Жан Мишел Монен · Филип Ермено · Сирил Бос · Француска                          | Гвидо Фулст · Данило Хондо · Торстен Рунд · Хејко Сзон · Њемачка                                   |
| Перт 1997.             | Адлер Капели · Кристијано Читон · Марио Бенетон · Андреа Колинели · Италија                                               | Александер Сајмоненко · Александар Феденко · Александар Клајменко · Сергиј Матвејев · Украјина | Френк Перк · Жером Невил · Филип Ермено · Карлос да Круз · Француска                               |
| Бордо 1998.            | Александер Сајмоненко · Сергиј Матвејев · Александар Феденко · Александар Клајменко · Украјина                            | Кристијан Ладеман · Данијел Беке · Роберт Бартко · Гвидо Фулст · Њемачка                       | Андреа Колинели · Адлер Капели · Кристијано Читон · Марио Бенетон · Италија                        |
| Берлин 1999.           | Гвидо Фулст · Роберт Бартко · Јенс Леман · Данијел Беке · Њемачка                                                         | Сирил Бос · Френсис Моро · Жером Невил · Филип Ермено · Француска                              | Едвард Гритсун · Алексеј Марков · Владислав Борисов · Денис Сијсов · Русија                        |
| Манчестер 2000.        | Гвидо Фулст · Себастијан Седлер · Данијел Беке · Јенс Леман · Њемачка                                                     | Бредли Вигинс · Џонатан Клеј · Крис Њутон · Пол Манинг · УК                                    | Дамијен Померо · Жером Невил · Филип Гомон · Сирил Бос · Француска                                 |
| Антверпен 2001.        | Александер Сајмоненко · Сергиј Чернијавцки · Љубомир Полатајко · Александар Феденко · Украјина                            | Бредли Вигинс · Крис Њутон · Брајан Стил · Пол Манинг · УК                                     | Себастијан Седлер · Кристијан Бах · Јенс Леман · Гвидо Фулст · Њемачка                             |
| Балеруп 2002.          | Питер Досон · Брет Ланкастер · Стивен Волдриџ · Лук Робертс · Аустралија                                                  | Јенс Леман · Кристијан Бах · Себастијан Седлер · Гвидо Фулст · Њемачка                         | Пол Манинг · Бредли Вигинс · Крис Њутон · Брајан Стил · УК                                         |
| Штутгарт 2003.         | Грејам Браун · Питер Досон · Брет Ланкастер · Лук Робертс · Аустралија                                                    | Бредли Вигинс · Брајан Стил · Пол Манинг · Роб Хајлс · УК                                      | Френк Перк · Фабијен Санчез · Жером Невил · Фебијен Мерсирис · Француска                           |
| Мелбурн 2004.          | Ешли Хуткинсон · Лук Робертс · Питер Досон · Стивен Волдриџ · Аустралија                                                  | Крис Њутон · Пол Манинг · Роб Хајлс · Брајан Стил · УК                                         | Асиер Маесту · Карлос Торент · Серхио Ескобар · Карлос Кастањо · Шпанија                           |
| Лос Анђелес 2005.      | Крис Њутон · Стив Камингс · Роб Хајлс · Пол Манинг · УК                                                                   | Ники Терпстра · Петер Шеп · Јенс Морис · Леви Хејманс · Холандија                              | Марк Џејмисон · Метју Гос · Ешли Хуткинсон · Стивен Волдриџ · Аустралија                           |
| Бордо 2006.            | Питер Досон · Метју Гос · Марк Џејмисон · Стивен Волдриџ · Аустралија                                                     | Герент Томас · Пол Манинг · Роб Хајлс · Стив Камингс · УК                                      | Владимир Дјудја · Роман Кононенко · Максим Полишчук · Љубомир Полатајко · Украјина                 |
| Палма де Мајорка 2007. | Ед Кленси · Герент Томас · Пол Манинг · Бредли Вигинс · УК                                                                | Виталиј Шедов · Виталиј Попков · Максим Полишчук · Љубомир Полатајко · Украјина                | Каспер Јергенсен · Јенс Ерик Мадсен · Михал Меркев · Алекс Расмусен · Данска                       |
| Манчестер 2008.        | Ед Кленси · Герент Томас · Пол Манинг · Бредли Вигинс · УК                                                                | Михал Ферк Кристенсен · Каспер Јергенсен · Јенс Ерик Мадсен · Алекс Расмусен · Данска          | Марк Џејмисон · Грејам Браун · Бредли Макги · Лук Робертс · Аустралија                             |
| Прушков 2009.          | Каспер Јергенсен · Јенс Ерик Мадсен · Михал Ферк Кристенсен · Акекс Расмусен · Михал Меркев (само квалификације) · Данска | Џек Бобриџ · Роан Денис · Лејт Хауард · Камерон Мејер · Аустралија                             | Вестли Гаф · Питер Лејтам · Марк Рајан · Џеси Серџент · Нови Зеланд                                |
| Балеруп 2010.          | Џек Бобриџ · Роан Денис · Мајкл Хепберн · Камерон Мејер · Аустралија                                                      | Стивен Бурки · Ед Кленси · Бен Свифт · Енди Тенант · УК                                        | Сем Бевли · Вестли Гаф · Питер Лејтам · Џеси Серџент · Нови Зеланд                                 |
| Апелдорн 2011.         | Џек Бобриџ · Роан Денис · Мајкл Хепберн · Лук Дарбриџ · Аустралија                                                        | Алексеј Марков · Евгениј Ковалев · Иван Ковалев · Александер Серов · Русија                    | Стивен Бурке · Питер Кено · Енди Тенант · Сем Харисон · УК                                         |
| Мелбурн 2012.          | Ед Кленси · Питер Кено · Стивен Бурке · Герент Томас · Енди Тенант (само квалификације) · УК                              | Глен О’Шеј · Џек Бобриџ · Роан Денис · Мајкл Хепберн · Аустралија                              | Арон Гејт · Сем Бевли · Вестли Гаф · Марк Рајан · Нови Зеланд                                      |
| Минск 2013.            | Глен О’Шеј · Алекс Едмондсон · Мајкл Хепберн · Александер Морган · Аустралија                                             | Стивен Бурке · Ед Кленси · Сем Харисон · Енди Тенант · УК                                      | Лас Норман Хансен · Каспер вон Фолсак · Матијас Молер · Расмус Кваде · Данска                      |
| Кали 2014.             | Глен О’Шеј · Алекс Едмондсон · Мичел Милхерн · Лук Дејвисон · Мајлс Скотсон (само квалификације) · Аустралија             | Каспер вон Фолсак · Лас Норман Хансен · Расмус Кваде · Акекс Расмусен · Данска                 | Арон Гејт · Питер Булинг · Дилан Кенет · Марк Рајан · Нови Зеланд                                  |
| Ивлин 2015.            | Питер Булинг · Дилан Кенет · Алекс Фрејм · Марк Рајан · Реган Гаф · Нови Зеланд                                           | Ед Кленси · Стивен Бурке · Овен Дуил · Енди Тенант · УК                                        | Џек Бобриџ · Александер Едмондсон · Мичел Милхерн · Мајлс Скотсон · Аустралија                     |
| Лондон 2016.           | Сем Велсфорд · Мајкл Хепберн · Калум Скотсон · Мајлс Скотсон · Александер Портер · Лук Дејвисон · Аустралија              | Стивен Бурке · Џонатан Дибен · Ед Кленси · Овен Дуил · Бредли Вигинс · Енди Тенант · УК        | Лас Норман Хансен · Никлас Ларсен · Фредерик Мадсен · Каспер вон Фолсак · Расмус Кваде · Данска    |
| Хонг Конг 2017.        | Сем Велсфорд · Камерон Мејер · Александер Портер · Ник Јалурис · Келанд О’Брајан · Роан Вајт · Аустралија                 | Реган Гаф · Питер Булинг · Дилан Кенет · Николас Кергозоу · Нови Зеланд                        | Симоне Консони · Лијам Бертазо · Филипо Гана · Франческо Ламон · Микеле Скартезини · Италија       |
| Апелдорн 2018.         | Ед Кленси · Кијан Емади · Итан Хејтер · Чарли Танфелд · УК                                                                | Никлас Ларсен · Јулиус Јохансен · Фредерик Мадсен · Каспер вон Фолсак · Данска                 | Симоне Консони · Лијам Бертазо · Филипо Гана · Франческо Ламон · Италија                           |
| Прушков 2019.          | Сем Велсфорд · Келанд О’Брајан · Лејт Хауард · Александер Портер · Камерон Скот · Аустралија                              | Итан Хејтер · Ед Кленси · Кијан Емади · Чарли Танфелд · Оливер Вуд · УК                        | Никлас Ларсен · Лас Норман Хансен · Расмус Педерсен · Каспер вон Фолсак · Јулиус Јохансен · Данска |
| Берлин 2020.           | Ласе Норман Хансен · Јулиус Јохансен · Фредерик Роденберг · Расмус Педерсен · Данска                                      | Кемпбел Стјуарт · Корбин Стронг · Арон Гејт · Џордан Керби · Реган Гог · Нови Зеланд           | Симоне Консони · Филипо Гана · Франческо Ламон · Џонатан Милан · Микеле Скартецини · Италија       |

#### Медаље по државама
Укључујући и аматерско првенство, које је одржавано од 1962 до 1993.
| Ранг | Држава               | Злато | Сребро | Бронза | Укупно |
| 1    | Аустралија           | 13    | 2      | 6      | 22     |
| 2    | Совјетски Савез      | 7     | 6      | 6      | 19     |
| 3    | Западна Њемачка      | 7     | 5      | 2      | 14     |
| 4    | Италија              | 6     | 4      | 6      | 16     |
| 5    | Уједињено Краљевство | 5     | 11     | 2      | 18     |
| 6    | Источна Њемачка      | 5     | 6      | 2      | 13     |
| 7    | Њемачка              | 4     | 3      | 2      | 9      |
| 8    | Данска               | 2     | 4      | 6      | 12     |
| 9    | Украјина             | 2     | 3      | 1      | 6      |
| 10   | Нови Зеланд          | 1     | 2      | 4      | 7      |
| 11   | Чехословачка         | 1     | 0      | 5      | 6      |
| 12   | Француска            | 0     | 2      | 4      | 6      |
| 13   | Холандија            | 0     | 1      | 1      | 2      |
| 13   | Русија               | 0     | 1      | 1      | 2      |
| 13   | Сједињене Државе     | 0     | 1      | 1      | 2      |
| 16   | Аргентина            | 0     | 1      | 0      | 1      |
| 16   | Пољска               | 0     | 1      | 0      | 1      |
| 18   | Швајцарска           | 0     | 0      | 2      | 2      |
| 19   | Шпанија              | 0     | 0      | 1      | 1      |
| 19   | Шведска              | 0     | 0      | 1      | 1      |

#### Медаље по возачима
Укључујући и аматерско првенство, које је одржавано од 1962 до 1993.
| Ранг | Возач             | Држава               | злато | сребро | бронза | Укупно |
| ---- | ----------------- | -------------------- | ----- | ------ | ------ | ------ |
| 1    | Ед Кленси         | Уједињено Краљевство | 4     | 5      | 0      | 9      |
| 2    | Гвидо Фулст       | Њемачка              | 4     | 3      | 2      | 9      |
| 3    | Питер Вонхоф      | Западна Њемачка      | 4     | 1      | 1      | 6      |
| 4    | Мајкл Хепберн     | Аустралија           | 4     | 1      | 0      | 5      |
| 4    | Ханс Луц          | Западна Њемачка      | 4     | 1      | 0      | 5      |
| 4    | Гинтер Шумахер    | Западна Њемачка      | 4     | 1      | 0      | 5      |
| 7    | Станислав Москвин | Совјетски Савез      | 4     | 0      | 3      | 7      |
| 8    | Волкер Винклер    | Источна Њемачка      | 4     | 0      | 1      | 5      |
| 9    | Питер Досон       | Аустралија           | 4     | 0      | 0      | 4      |
| 10   | Пол Манинг        | Уједињено Краљевство | 3     | 5      | 1      | 9      |